# Centro!
Centro! (Straight Shooting) è un film muto del 1917 diretto da John Ford. Protagonista del film, un western prodotto dall'Universal Film Manufacturing Company, uno degli attori feticcio di Ford, Harry Carey. Il regista aveva già girato diversi cortometraggi con Carey, ma questo fu il primo lungometraggio per l'attore.

## Trama
Thunder Flint è il capo di un clan di allevatori che toglie l’accesso all’acqua ai Sims (una famiglia locale di agricoltori) per cercare di espellerli dal proprio territorio. Fremont (scagnozzo di Flint) uccide il giovane Ted Sims (figlio del capofamiglia Sweet Water) mentre sta raccogliendo dell’acqua nel territorio degli allevatori.
Nel frattempo Flint incarica un pistolero ricercato, Harry Cheyenne (Harry Carey), di terminare il lavoro iniziato, e cacciare quindi dal proprio territorio i Sims e gli altri agricoltori. Tuttavia, giunto nella fattoria dei Sims, Cheyenne vede Sweet Water Sims e la figlia Joan straziati dal dolore per la perdita del giovane Ted e, pentitosi, decide di aiutarli. Venuto a conoscenza del tradimento di Cheyenne, Flint incarica Fremont di liquidarlo, ma lo scagnozzo viene ucciso dal pistolero. 
Supportato da una banda locale, Cheyenne aiuta i Sims a resistere all’assedio del clan degli allevatori. Al termine della battaglia Sweet Water chiede a Cheyenne di unirsi alla sua famiglia e, dopo alcuni tentennamenti, egli decide di restare.

## Produzione
Girato con il titolo di lavorazione Joan of the Cattle Lands e prodotto per la Universal Film Manufacturing Company, fu il primo lungometraggio di John Ford.

## Distribuzione
Il copyright del film, richiesto dalla Universal Film Mfg. Co., fu registrato il 20 agosto 1917 con il numero LP11276.
Distribuito dalla Universal Film Manufacturing Company e presentato da Carl Laemmle, il film uscì nelle sale cinematografiche USA il 27 agosto 1917.
Copia della pellicola è conservata nell'archivio di cinema cecoslovacco. Un positivo 35 mm, si trova negli archivi del George Eastman Museum.